# Misato (Saitama)
Misato (三郷市?, Misato-shi) è una città giapponese della prefettura di Saitama.